# Bolo Yeung
Yang Sze mer känd som Bolo Yeung, född 3 juli 1946 i Guangzhou, Kina. Kinesisk skådespelare, kampsportare och bodybuildare.
Han är mest känd för sina roller som skurk i filmerna I drakens tecken  och Bloodsport. Bolo har tränat kung fu sedan han var liten, har också tävlat i styrkelyft samt vunnit bodybuildingtävlingen Mr. Hong Kong.
Bolo lärde känna Bruce Lee när de två medverkade i inspelningen av en reklamfilm för Winston-cigaretter. När sedan Bruce Lee gjorde I drakens tecken  så lät han Bolo få en liten roll som skurk i filmen. Under 1970-talet medverkade Bolo sedan i en mängd kampsportsfilmer i Hongkong. Hans större internationella genombrott kom i och med hans medverkan i Jean Claude Van Dammes film Bloodsport.

## Filmografi (urval)
- 1973 - I drakens tecken
- 1975 - The Fighting Dragon
- 1985 - Winners and Sinners 2 (också med titeln My Lucky Stars, Lucky Stars Superior Shine)
- 1988 - Bloodsport
- 1989 - Bloodfight
- 1991 - Breathing Fire (som sig själv)
- 1991 - Double Impact
- 1992 - Mega Force from Highland
- 1992 - The Magnificent Duo
- 1992 - Tiger Claws
- 1992 - Ironheart
- 1992 - Shootfighter: Fight to the Death
- 1993 - Tc 2000
- 1994 - Fearless Tiger
- 1995 - Shootfighter 2
- 1996 - Fists of Legends 2: Iron Bodyguards
- 1997 - Tiger Claws I I
- 2007 - Blizhniy Boy: The Ultimate Fighter